# 1718 en littérature
| Années de la littérature : 1715 - 1716 - 1717 - 1718 - 1719 - 1720 - 1721    |
| Décennies de la littérature : 1680 - 1690 - 1700 - 1710 - 1720 - 1730 - 1740 |

Cet article présente les faits marquants de l'année 1718 en littérature.

## Événements
- 24 mars : premier numéro de The Free-thinker, bihebdomadaire d’Ambrose Philips publié jusqu’au 28 juillet 1721[1].

- 24 décembre : Laurence Eusden est nommé Poète lauréat du Royaume-Uni[2].

## Parutions
- Fénelon, Œuvres spirituelles, vol. 1, Anvers, Henri de la Meule, 1718 (présentation en ligne), en deux volumes.
- Fénelon, Dialogues des morts anciens et modernes, avec quelques fables, composez pour l'éducation d'un prince, vol. 1, Paris, Florentin Delaulne, 1718 (présentation en ligne), en deux volumes.
- Fénelon, Dialogues sur l’éloquence en général, et sur celle de la chaire en particulier, Amsterdam, Chez J.Frédéric Bernard, 1718 (présentation en ligne), rédigés vers 1684.
- Philibert-Joseph Le Roux, Dictionnaire comique, satyrique, critique, burlesque, libre et proverbial, Amsterdam, Chez Michel Charles Le Cene, 1718 (présentation en ligne).
- J. de Laroque, Voyage dans la Palestine, Amsterdam
- António Vieira, História do Futuro, Lisboa, Antonio Pedrozo Galram, 1718 (présentation en ligne), premier récit utopique en portugais.
- Simon Ockley, The History of the Saracens (en), London, R. Knaplock, J. Sprint, R. Smith, B. Lintott, and J. Round, 1718 (présentation en ligne), en deux volumes.

## Naissances
- Saverio Bettinelli, jésuite et écrivain italien († 1808)